# Palacio de Don Gutierre

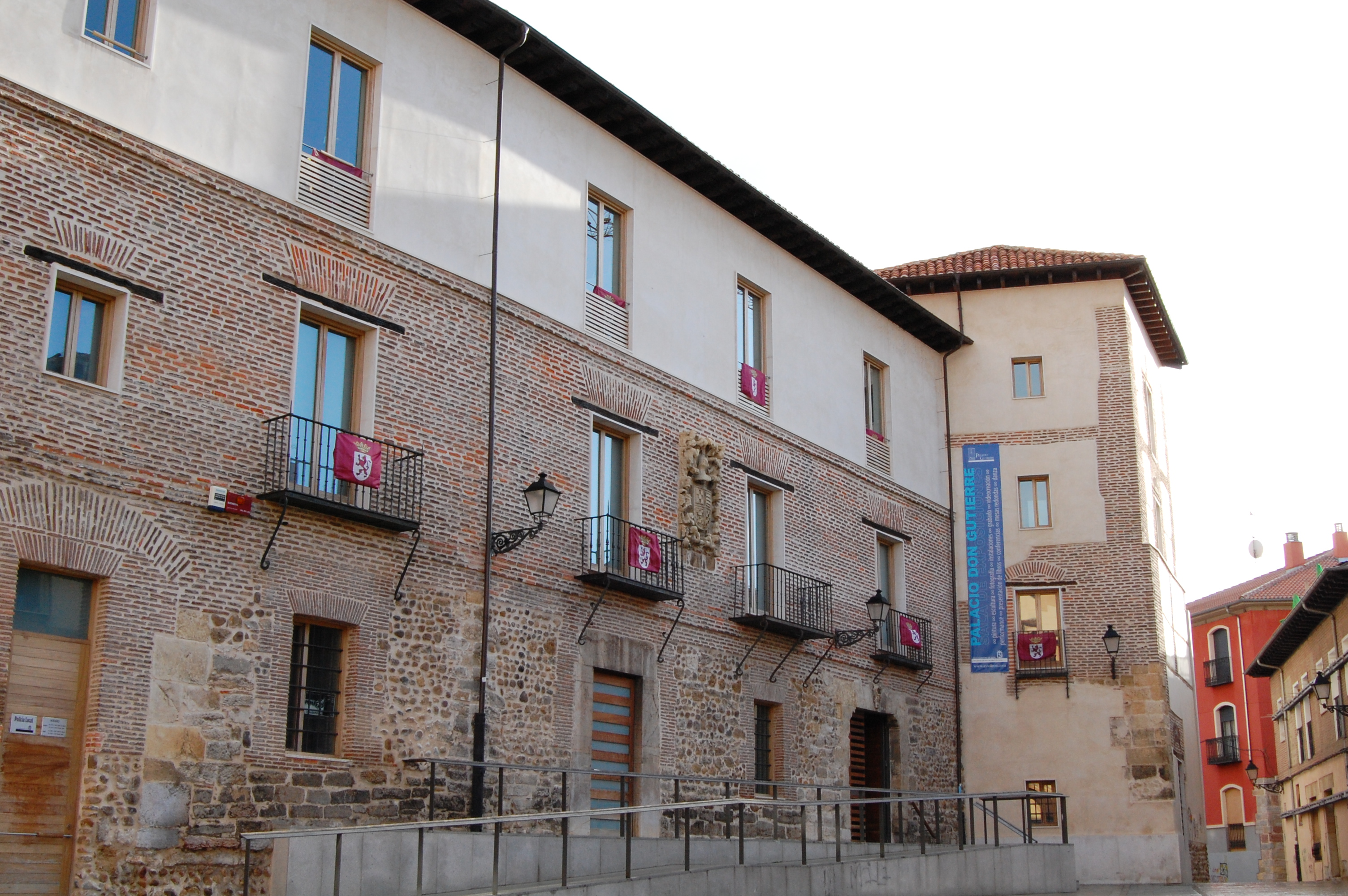
Palacio de Diego de Villafañe.

El palacio de Don Gutierre es un edificio situado en la plaza del mismo nombre, en el Barrio Húmedo de la ciudad de  León, España. Es propiedad del Ayuntamiento de León y la sede de las Concejalías de Educación y  de Cultura Leonesa. En su interior, tienen lugar diversos actos culturales promovidos por el propio ayuntamiento.

## Arquitectura e historia
El palacio conocido actualmente como de Don Gutierre perteneció de hecho a la familia de los Villafañe. 
El palacio pertenece al estilo Barroco, edificado en el siglo XVII. Cuenta con tres plantas de altura. En su fachada se ve un gran escudo perteneciente a los Villafañe y Tapia. 
En la planta primera, hay una pintura policromada de gran interés titulada El regreso a Egipto del siglo XVII. Tiene también un patio interior con una zona de jardín y suelo empedrado.
El 20 de noviembre de 2002, la techumbre del edificio se derrumbó. Tras dos años, el Ayuntamiento de León lo restauró completamente.
Según el arqueólogo Fernando Miguel Hernández, en la plaza Don Gutierre existió un palacio perteneciente a la familia Gutierre, donde se encuentra actualmente el edificio situado entre esta plaza y la calle Cascalerías. Del palacio original se conservan el fragmento de un friso el dintel con el lema omne solum viro forte patria est («la patria solo es para los hombres de valor»), aunque se pueden observar otros restos en el edificio construido sobre él.